# Wuxis nya distrikt
Wuxis nya distrikt är ett stadsdistrikt i Wuxi i Jiangsu-provinsen i östra Kina.